# Tratamiento de lodos

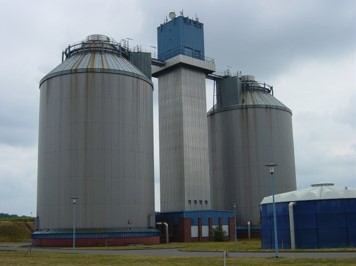
Tratamiento de lodos en digestores anaerobios de una depuradora de Cottbus (Alemania)

El tratamiento de los lodos producido en las plantas de tratamiento de aguas residuales, durante su proceso, en las fases primaria, secundaria y terciaria, involucra una combinación de procesos físico, químico y biológico. En la fase primaria, se pueden separar del agua servida componentes fluctuantes, basura arrastrada por el flujo del agua servida y arena.
Los lodos están formados por sustancias contaminantes y peligrosas para la salud, por ese motivo los lodos deben ser tratados. Los lodos extraídos de los procesos de tratamiento de las aguas residuales domésticas e industriales tienen un contenido en sólido que varía entre el 0.25 y el 12% de su peso.
Los lodos separados de las aguas residuales deben ser estabilizados, espesados y desinfectados, antes de llevarlos a su disposición final.

## Composición de los lodos

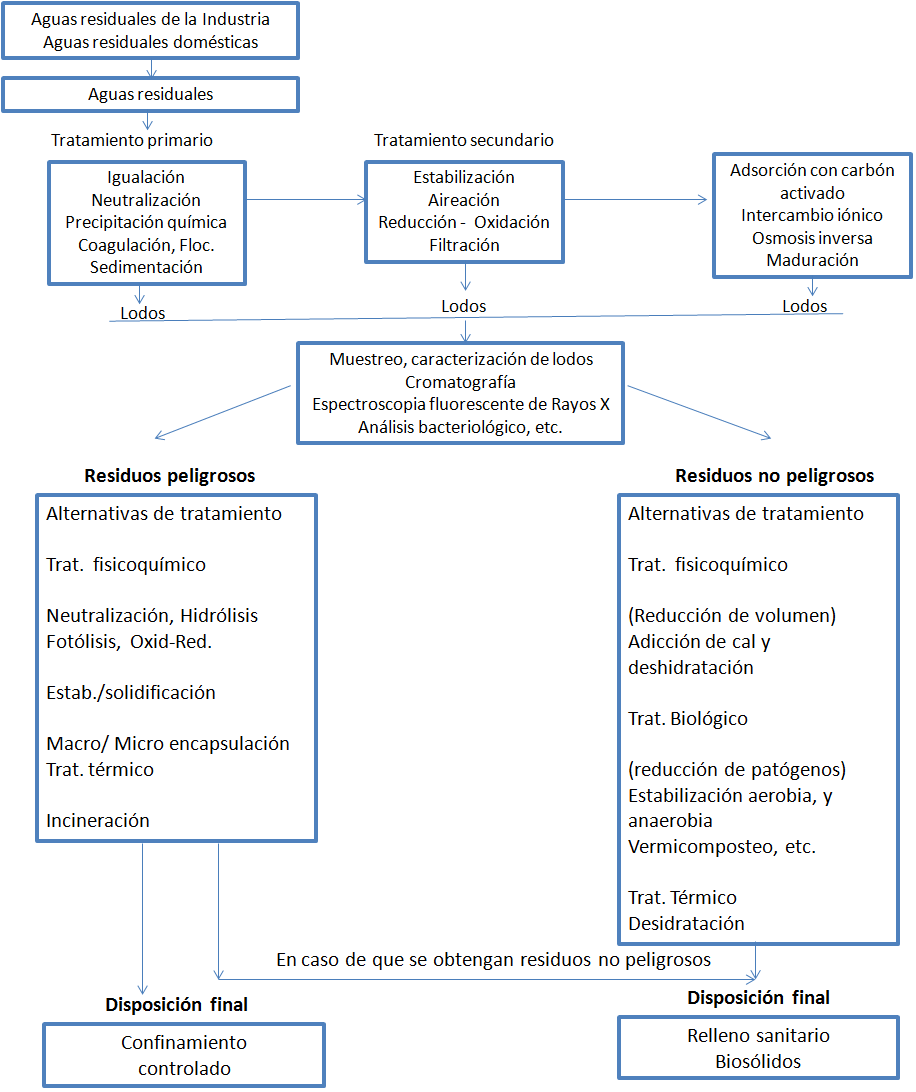
Esquema de alternativas para tratamiento y disposición de lodos

La composición de los lodos generados en el tratamiento de aguas residuales domésticas se muestra en la tabla que sigue, observándose que sus características varían en función del proceso que les da origen.
| Parámetros                        | Lodos primarios | Lodos secundarios (mezcla) | Lodos digeridos |
| pH                                | 5.5-6.5         | 6.5-7.5                    | 6.8-7-6         |
| Contenido de agua (%)             | 92-96           | 97.5-98                    | 94-97           |
| SSV (%SS)                         | 70-80           | 80-90                      | 55-65           |
| Grasas (%SS)                      | 12-14           | 3-5                        | 4-12            |
| Proteínas (%SS)                   | 4-14            | 20-30                      | 10-20           |
| Carbohidratos (%SS)               | 8-10            | 6-8                        | 5-8             |
| Nitrógeno (%SS)                   | 2-5             | 1-6                        | 3-7             |
| Fósforo (%SS)                     | 0.5-1.5         | 1.5-2.5                    | 0.5-1.5         |
| Bacterias patógenas (NMP/100ml)   | 103-105         | 100-1000                   | 10-100          |
| Metales pesados (%SS)(Zn, Cu, Pb) | 0.2-2           | 0.2-2                      | 0.2-2           |

## Tipos de lodos

### Lodo primario
El lodo primario es producido durante los procesos de tratamiento primario de las aguas residuales. Esto ocurre después de las pantallas y desarenado y consiste en productos no disueltos de las aguas residuales. La composición del lodo depende de las características del área de recogida de las aguas. Generalmente contiene una gran cantidad de material orgánica, vegetales, frutas, papel, etc. en un estado inicial de descomposición. La consistencia se caracteriza por ser un fluido denso con un porcentaje en agua que varía entre 92 % y 96 %. El contenido de agua es función también de la dotación de agua potable que se distribuye en el barrio o ciudad.

### Lodo secundario
En el proceso de tratamiento, es conveniente alcanzar una vida del lodo constante, para lograrlo, la biomasa en exceso debe de eliminarse de la planta biológica de tratamiento de lodo. El lodo secundario es rico en lodo activo.

### Lodo terciario
Lodo terciario se produce a través de procesos de tratamiento posteriores, con adición de agentes floculantes. 

### Lodo activo
La eliminación de la materia orgánica disuelta y los nutrientes de las aguas residuales tiene lugar durante el tratamiento biológico del agua, por un complejo proceso donde interactúan distintos tipos de bacterias y microorganismos, que requieren oxígeno para vivir, crecer y multiplicarse y consumen materia orgánica. El lodo resultante se llama lodo activo. Este lodo, generalmente, esta en forma de flóculos que contienen biomasa viva y muerta además de partes minerales y orgánicas absorbida y almacenada.
El comportamiento de sedimentación de los flóculos de los lodos activos es de gran importancia para el funcionamiento de la planta de tratamiento biológico. Los flóculos deben ser removidos, para separar la biomasa del agua limpia, y el volumen requerido de lodo activo puede ser bombeado de nuevo en el tanque de aireación.

### Lodo activo de retorno
El lodo activo de retorno que proviene del tanque de aireación biológica al clarificador final. Los flóculos de lodo activo sedimentan al fondo y pueden separarse del agua limpia residual. La mayoría del lodo que se lleva de nuevo a tanque de aireación se llama lodo activo de retorno.

### Fango o lodo digerido
Fango digerido tienen lugar en los procesos de digestión aeróbica. Tiene color negro y olor a tierra. La proporción de materia orgánica está entre el 45% al 60%.

## Estabilización del lodo
La estabilización de los lodos tiene el objetivo de: reducir la presencia de patógenos; eliminar los olores desagradables; y, reducir o eliminar su potencial de putrefacción.
Los medios de estabilización más eficaces para alcanzar estos objetivos son: la reducción biológica del contenido de materia volátil; la oxidación química de la materia volátil; la adición de agentes químicos para hace que el lodo no sea adecuado para la supervivencia de microorganismos; y la aplicación de calor para la desinfección o esterilización del lodo.
Las técnicas más utilizadas para la estabilización de los lodos son: la digestión aerobia; la digestión anaerobia; la estabilización con cal; el tratamiento térmico; y, el compostaje.

### Digestión anaerobia
Este proceso de estabilización de lodos se basa en la degradación de la materia orgánica, en ausencia de oxígeno molecular. Es uno de los procesos más antiguos.
La materia orgánica contenida en la mezcla de lodos primarios y secundarios, se convierte, principalmente, en metano (CH4) y dióxido de carbono (CO2).
El proceso se desarrolla en un reactor completamente cerrado, donde se introducen los lodos, ya sea en forma continua o intermitente, permaneciendo dentro del reactor por tiempos considerables. El lodo estabilizado, extraído del reactor tiene una concentración reducida de materia orgánica y agentes patógenos vivos.

#### Tipos de digestores anaerobios
Los digestores utilizados se clasifican en reactores de baja carga y reactores de alta carga.
En los digestores de baja carga, la mezcla de lodos no se calienta ni se mezcla su contenido, los tiempos de retención varían entre 30 y 60 días.
Los digestores de alta carga al contrario disponen de dispositivos para calentar y mezclar el lodo contenido en el digestor. Los procesos para la mezcla de los lodos puede ser mediante la recirculación de los gases, mediante mezcladores mecánicos, mediante bombeo o mezcladores con tubos de aspiración. El tiempo de retención para este tipo de digestores en generalmente menor a 15 días.
Los dos procesos pueden combinarse en lo que se denomina proceso de doble etapa. 

#### Gas producido
El gas producido en la digestión anaerobia de las aguas residuales domésticas contiene entre el 65 y 70% de metano y entre el 25 y 30% de dióxido de carbono, en mucho menor cantidad nitrógeno, hidrógeno, sulfuro de hidrógeno y otros.
El gas de digestión que tiene un poder calórico de aproximadamente 22 400 kJ/m3, (el gas natural tiene un poder calórico de 37 300 kJ/m3), puede ser utilizado como combustible.

### Digestión aeróbica
La digestión aeróbica se utiliza generalmente para plantas con una capacidad relativamente bajas. Las principales ventajas de la digestión aeróbica son: se consiguen menores concentraciones de DBO en el líquido sobrenadante: la inversión inicial suele ser menor; se obtiene un producto final biológicamente estable, sin olores. Las desventajas pueden ser importantes, entre ellas: un mayor costo energético asociado al suministro del oxígeno necesario; las características del lodo digerido no son las mejores, para aplicarle la deshidratación mecánica. Se debe recordar también que la digestión anaeróbica también es muy delicada en cuanto a operación se refiere.

## Espesado (concentración)
La función del espesado es la de aumentar la fracción sólida de los lodos, para reducir el costo de los tratamientos posteriores, reduciendo los volúmenes a ser procesados. Las técnicas usadas para el espesamiento son: por sedimentación o por gravedad; por flotación; y por centrifugado.

### Espesado por gravedad
El espesado por gravedad se efectúa en un tanque similar a un sedimentador, generalmente se construyen de forma redonda. Este procedimiento es más efectivo tratándose de lodo extraído del tratamiento primario.
El lodo se deposita en el fondo desde donde se retira se bombea a los digestores.

### Espesado por flotación
Entre los varios procesos que se conocen para espesar el lodo por flotación el más utilizado es el que introduciendo una solución líquida a la que se ha introducido aire disuelto a presión. Cuando se reduce la presión del líquido, al introducirlo en el tanque de flotación, se crean pequeñas burbujas de aire que adhiriéndose al lodo lo hace flotar, donde es recogido con un desnatador. Este procedimiento es efectivo para el tratamiento de cultivo biológico en suspensión.

### Espesado por centrifugación
Se utiliza para espesar y deshidratar, principalmente a los lodos activos. 

## Desinfección
Con el incremento de las exigencias de carácter ambiental, la normativa de calidad de lodos para ser devueltos al ambiente se ha ido incrementando, de la misma forma se han ido incrementando las exigencias en el monitoreo de la calidad de los lodos, tanto en su estado líquido como cuando están ya secos. Como consecuencia se ha incrementado también las exigencias de desinfección de los lodos, como la última etapa del tratamiento, para eliminar los patógenos. Los medios más adecuados para desinfectar los lodos son: la pasteurización y el almacenamiento a largo plazo.
Cuando la composición química de los lodos no lo permite su reutilización en la agricultura, deberá ser dispuesto en rellenos sanitarios adecuadamente preparados para ello.

### Pasteurización
La pasteurización se emplea principalmente en países donde la normativa establece explícitamente este procedimiento de desinfección de los lodos que se esparcen durante el período de crecimiento de las plantas, primavera y verano. Presumiblemente el número de países que establezcan estos requisitos se irá incrementando en el futuro.
Los equipos actualmente utilizados para la pasteurización de los lodos hacen inviable este procedimiento en países en desarrollo.

### Almacenamiento a largo plazo
Generalmente el lodo líquido se puede almacenar en lagunas excavadas en el suelo, a la espera de condiciones propicias para ser aplicado al suelo, siempre que la composición química lo permita, o en estructuras diseñadas para su secado.
El lodo almacenado en lagunas aumenta su concentración, caso la evaporación sea mayor que la precipitación, o, caso contrario este adecuadamente protegido.
Los tiempos de retención en las lagunas excavadas, puede variar desde los 60 días, cuando la temperatura media es de 20.oC, hasta 120 días, cuando la temperatura media es de 4.oC.

## Reutilización de los lodos una vez estabilizados
A nivel mundial el tratamiento de las aguas residuales tiene una cobertura significativamente menor que la cobertura de suministro de agua segura, y el tratamiento de los lodos tiene una cobertura aún menor. Esta situación sin embargo está cambiando, y las legislaciones de diversos países ya regulan las condiciones bajo las cuales puede darse la reutilización de los lodos derivados del tratamiento de las aguas servidas de origen domiciliar. A continuación se describen algunas situaciones particulares:

### Argentina
Se han instrumentado plantas de compostaje de lodos residuales, para su posterior aplicación como biosólidos en la agricultura.

### Chile
En 2009 fue promulgado y publicado el DS N°4/2009 Minsal, “Reglamento para manejo de lodos generados en plantas de tratamiento de aguas servidas” considerando que la operación de plantas de tratamiento de aguas servidas genera gran cantidad de lodos, que requieren de un manejo adecuado para prevenir eventuales impactos negativos para la salud humana y para el medio ambiente.
Adicionalmente, considerando que el lodo, por su alto contenido en materia orgánica, puede contribuir a mejorar las condiciones físicas de los suelos, es decir, constituir un aporte en aquellos que requieren incrementar su porosidad, la estabilidad de agregados, la retención de humedad, la aireación, como es el caso de los suelos delgados y/o degradados. Asimismo, por su contenido en metales pesados y otros contaminantes puede contribuir a la contaminación del suelo y de productos agrícolas.
Por último, que las propiedades físicas de los lodos determinan que, en su transporte y disposición final, se requiera de un manejo diferenciado de los residuos sólidos domiciliarios.
Considerando todo lo anterior, en este reglamento se establece la clasificación sanitaria de los lodos y las exigencias sanitarias mínimas para su manejo, además de las restricciones, requisitos y condiciones técnicas para la aplicación de lodos en determinados suelos.

### Dinamarca
La gran parte de los lodos estabilizados se usan como fertilizante en tierras laborales. El porcentaje de reutilización de los lodos de aguas residuales es de 72%, el 20% se destina a la incineración, y 8% se dispone.

### España
Los residuos de materias orgánicas procedentes de la recolección de residuos separados de origen urbano, así como de la industria, aguas residuales y lodos de plantas de tratamiento pretenden ser utilizados en la agricultura ya que se considera que es el destino más adecuado para este tipo de materias desde el punto de vista ambiental y económico. Se estudia la aplicación de lodos residuales en el control de filtraciones de productos fitosanitarios al acuífero.

### Europa, Australia, Estados Unidos y otros países
Actualmente se realizan investigaciones para utilizar los lodos especialmente tratados, como freno a la contaminación de los acuíferos por productos fitosanitarios y sus impurezas, además servirán para acelerar la descontaminación de suelos que ya estén afectados. También se aplican como fertilizantes en tierras agrícolas.

### México
Recientemente se aprobó la Norma Oficial Mexicana NOM-004- SEMARNAT-2002 para lodos y biosólidos, la cual establece los límites máximos permisibles de contaminantes contenidos para su aprovechamiento y disposición final.